# Santa Muerte (singel)
Santa Muerte (tłum. z hiszp. "Święta Śmierć") – piosenka i drugi singel Brodki z czwartego jej albumu studyjnego zatytułowanego Clashes. Premiera singla odbyła się 4 maja 2016 w serwisie Cool Hunting. Piosenka to dialog ze śmiercią niczym koleżanką. Tekst został zainspirowany meksykańskim kultem śmierci, która przez ponad 10 milionów wyznawców jest czczona jako święta, nie kojarzy się negatywnie, ale jest zwiastunem nowego życia.

## Notowania
- Lista przebojów Programu Trzeciego: 4[3]